# Ray Liotta
Pour les articles homonymes, voir Liotta.
Ray Liotta est un acteur et producteur américain, né le 18 décembre 1954 à Newark (New Jersey) et mort le 26 mai 2022 à Saint-Domingue (République dominicaine).

## Biographie

### Jeunesse
Raymond Allen Liotta naît le 18 décembre 1954 à Newark (New Jersey).

### Enfance et études
Ray Liotta est adopté six mois après sa naissance par Mary et Alfred Liotta,,. Il a étudié à l'Union High School (en).
Il suit des études de comédie à l'Université de Miami il devient ami avec l'acteur Steven Bauer,,.
Sur la recommandation d'une fille qu'il souhaite revoir, il décide de passer les auditions pour la pièce Cabaret : « Je n’avais aucune envie de passer un casting pour ce truc, je ne connaissais rien au théâtre ou à la comédie, mais j’avais diablement envie de revoir la fille. Alors je suis allé passer l’audition. Et là je tombe sur un prof incroyable, un gars que l’on appelait Bucket. C’est lui qui a changé ma vie. Il me captivait. Il m’a donné goût au jeu. Et les choses se sont enchaînées : j’ai fait des petits rôles dans des pièces de théâtre. Je me suis dit que, ouais, acteur c’était un plan pas mal. ».

### Carrière

#### Révélation
Ray Liotta fait ses débuts à la télévision en tenant le rôle du « bon gars » Joey Perrini entre 1978 et 1981 dans le feuilleton télévisé Another World.
En 2021, l'acteur parle de son expérience, alors qu'il ne souhaitait pas au départ faire un soap opera : « Il se trouve que c'était vraiment, vraiment un bon entraînement. C'étaient des gens incroyables avec qui je travaillais, ces grands acteurs de théâtre, vraiment chevronnés, et notre producteur s'est assuré qu'ils seraient libres d'aller jouer quand ils le voudraient. J'ai donc beaucoup appris en les côtoyant. J'aime vraiment ça. Cela ne m'a pas dérangé du tout. »
,.
En 1983, il joue dans Casablanca (en), avant de faire ses premiers pas au cinéma avec Lady Revanche.
C'est en 1986, sur la recommandation de Melanie Griffith — alors mariée avec Steven Bauer —, qu'il joue aux côtés de l'actrice son premier rôle important, celui d'un mari psychopathe, dans la comédie d'action Dangereuse sous tous rapports de Jonathan Demme. Après la sortie du film, l'acteur reçoit de nombreux propositions de rôles, mais la plupart sont ceux d'hommes fous et mauvais,.
Son film suivant est Nicky et Gino (Dominick and Eugene) de Robert M. Young en 1988. Il y joue le rôle d'un homme dont le frère jumeau, joué par Tom Hulce, a un handicap mental à la suite d'un accident durant sa jeunesse. Au sujet du duo, le The New York Times déclare : « Les deux acteurs principaux font un superbe travail pour donner vie à ces personnages »,. Pour ce qui est de la performance de l'acteur : « M. Liotta, un méchant si menaçant dans Dangereuse sous tous rapports, fait de Gino une figure touchante et dévouée, un homme prêt à sacrifier presque tout pour le bien-être de son frère. »,. L'acteur est nommé dans la catégorie du Meilleur acteur dans un second rôle durant la 44e cérémonie des Golden Globes.
En 1989, il est acclamé pour son  rôle du joueur de baseball fantomatique Shoeless Joe Jackson dans le film Jusqu'au bout du rêve (Field of Dreams) de Phil Alden Robinson, avec Kevin Costner. Rapidement entré au Panthéon des films sur le baseball, le drame sportif reçoit trois nominations durant la 62e cérémonie des Oscars, dont dans la catégorie du meilleur film,. Une nouvelle fois, The New York Times applaudit le comédien qui arrive à rendre le personnage « éthéré et réel à la fois [...] une relique d'un âge antérieur bien plus qu'un fantôme du passé. »,.
L'année 1990 marque son unique collaboration avec Martin Scorsese, l'un des plus grands noms des films de gangsters,. Le cinéaste lui offre le premier rôle du film Les Affranchis (Goodfellas), adaptation du livre Wiseguy (en) de Nicholas Pileggi paru en 1985, narrant la montée et la chute du mafieux Henry Hill et de son entourage entre 1955 et 1980,,. Bien qu'il soit le premier acteur rencontré par le cinéaste pour le rôle, Ray Liotta a dû chercher Martin Scorsese pour l'obtenir : « [...] je n’avais aucune nouvelle du projet. Alors, un jour, en 1988, j’apprends que Marty sera au Festival de Venise. J’y vais pour le rencontrer. Je descends dans son hôtel, et là c’est l’hystérie : il est entouré d’une centaine de personnes, des gens lui hurlent dessus, ils lui jettent des trucs, c’était phénoménal. Les gars ne lui pardonnaient pas La Dernière tentation du Christ. Moi, rien à foutre, je vais dans la foule pour le voir, et là ses bodyguard se ruent sur moi, ils me chopent et me tabassent. Je leur hurle « mais arrêtez, bande de nazes, je connais le réalisateur, je veux juste lui parler » . Là, Marty finit par me voir, la gueule en sang, et demande à ses molosses de me relâcher. Quelques années plus tard, il m’a confié que c’est à ce moment précis, la gueule tuméfiée dans cet hôtel, qu’il a décidé de me confier le rôle. ». L'acteur partage l'affiche avec Robert De Niro qui joue le rôle de Jimmy « the gent » Conway et Joe Pesci qui tient le rôle de Tommy DeVito, deux proches de Hill,. L’œuvre devient un classique et offre à Liotta ce qui est considéré de la part de beaucoup comme étant la plus grande performance de sa carrière,,. Le San Francisco Chronicle déclare : « Ray Liotta, mieux connu pour son rôle de mari explosif de Melanie Griffith dans Dangereuse sous tous rapports, apporte une qualité d'innocence étrangement appropriée à Henry [...]. La performance de Liotta[...][est]susceptible de faire de lui une star majeure. »,. L'acteur déclare en 1990 : « Dans ce film, je devais montrer la jalousie, la rage, le bonheur, la colère – tout était là[...]Vous voulez relever ce défi en tant qu'acteur. C'était assez intense[...]J'ai eu 80 changements de costumes, un jour dans les années 50, le lendemain dans les années 80. Émotionnellement, tout était différent. Un jour, je suis gentil. Puis le lendemain, je suis complètement coké »,. En 2000, Les Affranchis est l'un des vingt-cinq nouveaux films sélectionnés par la Bibliothèque du Congrès qui vont être conservés au National Film Registry. En 2007, le film est classé à la quatre-vingt-quatorzième place de la liste AFI's 100 Years...100 Movies de l'American Film Institute. En 2008, l'AFI place le film à la deuxième place de la liste des films de gangsters dans le classement AFI's 10 Top 10, la première place étant attribuée au film Le Parrain (1972).

#### Continuation
Il interprète un policier peu recommandable dans Obsession fatale (1992) de Jonathan Kaplan, un médecin légiste à la recherche du meurtrier de sa femme dans Mémoires suspectes (1996) de John Dahl, un policier toxicomane dans Copland (1997) de James Mangold, ou encore un agent du FBI ambigu dans Hannibal (2001) de Ridley Scott.
Souvent cantonné dans des rôles de second couteau, il alterne les genres. À l'aise dans les films fantastiques (Absolom 2022), il l'est tout autant dans les comédies légères : père de famille veuf dans la comédie familiale Corrina, Corrina (1994), ou encore sous les traits d'un homme riche trompé par Sigourney Weaver dans Beautés empoisonnées en 2001. En 1998, il incarne Frank Sinatra dans le téléfilm d'HBO Les Rois de Las Vegas (The Rat Pack) de Rob Cohen. Le rôle de Tony Soprano dans la série Les Soprano était initialement prévu pour lui avant d'être donné à James Gandolfini. Il déclare en 2015 : « J’ai tout de suite dit non. Je n’avais rien à faire là-dedans, je ne voulais pas passer un an dans la peau de ce Tony Soprano. Le personnage n’était pas assez novateur pour moi. ». David Chase est venu le rencontrer pour qu'il puisse rejoindre la troisième saison de la série dans le rôle de Ralph Cifaretto, mais l'intéressé a décliné l'offre pour ne pas être catalogué dans les rôles de gangsters.

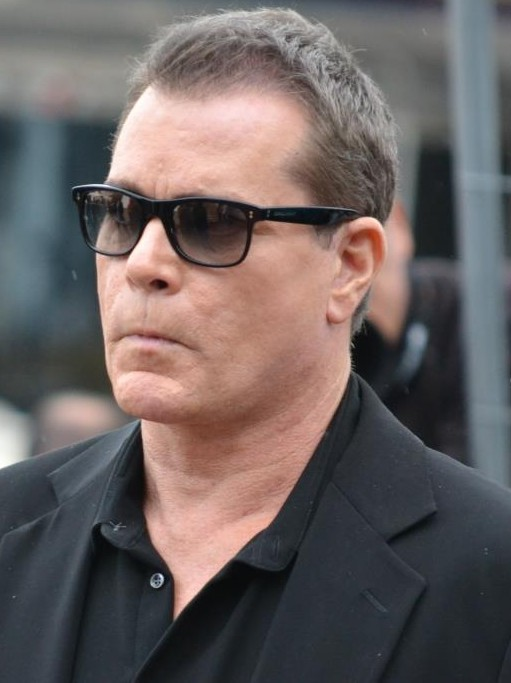
Ray Liotta au Festival de Cannes 2012.

En 2002, Ray Liotta est un des producteurs, via sa société Tiara Blu Films, de Narc, un polar nerveux signé Joe Carnahan dans lequel il interprète un officier des stups aux méthodes expéditives.
En 2022, le réalisateur déclare au sujet de l'acteur : « il m'a donné ma carrière[...]Je n'aurais pas pu faire Narc sans lui. », citant sa négociation avec Tom Cruise afin que ce dernier produise le film avec sa socièté de production Cruise/Wagner Productions.
En parallèle, il donne sa voix au personnage de Tommy Vercetti dans le jeu vidéo Grand Theft Auto: Vice City de Rockstar Games et Rockstar North, premier protagoniste parlant de la franchise Grand Theft Auto. À l'époque, Ray Liotta est l'un des tous premiers grands acteurs d'Hollywood à venir dans l'industrie vidéoludique. Le jeu croule sous les récompenses, tandis qu'en mars 2008, il est annoncé que plus de 17 000 000 d'exemplaires du jeu ont été vendus.
L'année suivante, il entre dans la peau d'un flic trouble dans le thriller labyrinthique Identity, avant d'enchaîner par une série de films aux succès limités, dont certains ne sortiront pas du marché américain.
En 2004, il est remarqué dans le sixième épisode de la onzième saison de la série médicale Urgences, épisode se déroulant en temps réel et qui montre les dernières heures de son personnage, un ex-détenu alcoolique. Ce rôle lui permet de remporter le Primetime Emmy Awards du Meilleur acteur invité dans une série télévisée dramatique,. Parmi ses quelques incursions au théâtre, il apparait la même année à Broadway dans la pièce Match (en), accompagné par Frank Langella et Jane Adams. La pièce est jouée pendant sept semaines.
En 2005, Guy Ritchie lui confie le rôle d'un truand de haute volée aux prises avec son rival de toujours interprété par Jason Statham pour les besoins de Revolver. En 2006, il tient le rôle principal dans la série Dossier Smith.
En 2007, il se joint au casting d'une nouvelle comédie, Bande de sauvages, dans lequel il donne la réplique aux bikers Tim Allen, John Travolta, Martin Lawrence et William H. Macy.
Il tourne ensuite dans plusieurs films, notamment Le Secret de Charlie en 2010 avec Zac Efron. La même année, il est invité dans la série Hannah Montana, jouant le principal Luger dans le deuxième épisode de la quatrième saison.
En 2013, il retrouve vingt-trois ans plus tard un rôle de mafieux dans The Iceman. La même année, il apparait aux côtés des acteurs Michael Madsen, Chazz Palminteri et Joe Pantoliano dans la carte Mob of the Dead du mode zombies du jeu vidéo Call of Duty: Black Ops II, 9e épisode de la franchise Call of Duty.
Il joue Joey en 2014 dans Sin City : J'ai tué pour elle de Robert Rodriguez et Frank Miller, suite du film Sin City du même  duo sorti en 2005 et basé sur les comics homonymes de Miller.
La même année, il joue un prêtre dans le film musical The Identical (en) de Dustin Marcellino. L'acteur voit ce rôle comme une bénédiction : « j’en suis fier, et crois-moi ce n’est pas le cas de tous mes projets les plus récents. [...] on m’a enfin donné la chance d’interpréter un rôle différent, de m’exprimer librement [...] j’ai commencé à lire le script pour faire passer le temps. Une révélation totale. Je l’ai lu d’une traite, complètement happé par le truc. J’étais emballé par l’histoire, mais surtout par mon rôle : ils voulaient que je joue un prêtre. Moi, un prêtre. Pour une fois, je n’allais pas incarner un sale flic ou un gangster. Je n’aurais pas à porter de flingue, ni à tuer personne ». Il continue en expliquant sa préparation pour le rôle : « [...] j’ai un rapport très lointain avec la spiritualité, ça n’a jamais été mon truc. J’ai donc essayé de comprendre ce qui pouvait motiver cet homme. J’ai bouffé des heures et des heures de sermons sur YouTube, je regardais tout ce que je pouvais trouver sur Billy Graham et puis je parcourais les zones les plus religieuses du pays. J’ai passé quelques jours au Tennessee, notamment. [...] pendant les messes, je regardais, j’écoutais, je me laissais imprégner par les mots du prêtre et l’atmosphère de l’endroit. J’interrogeais les croyants aussi, je leur demandais ce qu’était vraiment une épiphanie, comment ils avaient trouvé Dieu dans leur vie. Et peu à peu le personnage a grandi en moi. ».
Enfin, il apparait en tant que cowboy dans le clip de la chanson Lovers on the Sun du DJ David Guetta.
En 2016, il joue son propre rôle dans le dixième épisode de la septième saison de la sitcom Modern Family. La même année, il débute dans la série policière Shades of Blue portée par Jennifer Lopez et qui le voit tenir le rôle du lieutenant ripou Matt Wozniak. La série s'achève au terme de sa troisième saison diffusée en 2018. En 2017, il joue dans deux séries comiques en tant qu'invité, apparaissant dans un premier temps dans le dixième épisode de la troisième saison de la série Unbreakable Kimmy Schmidt, puis dans le cinquième épisode de la première saison de la série Young Sheldon, préquelle de la sitcom The Big Bang Theory,.
En 2018, il prête sa voix à Morty Szyslak, père de l'emblématique barman Moe Szyslak, dans le seizième épisode de la vingt-neuvième saison de la série d'animation The Simpsons.
En 2019, il joue l'avocat du personnage d'Adam Driver dans le film Marriage Story de Noah Baumbach, qui est opposé à son homologue, jouée par Laura Dern, l'avocate du personnage de Scarlett Johansson.
Vingt ans après avoir refusé le rôle de Ralph Cifaretto, Ray Liotta participe au film Many Saints of Newark, préquelle à la série de mafieux Les Soprano, qui le voit tenir deux rôles, celui de « Hollywood Dick », père de Dickie Moltisanti et grand-père de Christopher Moltisanti, ainsi que son frère, Salvatore « Sally » Moltisanti,. Il rejoint également la troisième saison de la série Hanna dans le rôle de Gordon Evans.

#### Apparitions posthumes
En juillet et août 2022, Ray Liotta joue un des principaux rôles de la mini-série Black Bird d'Apple TV+. La mini-série met en scène Taron Egerton dans le rôle d'un prisonnier qui doit obtenir les aveux d'un tueur en série qui se trouve dans la même prison. Liotta joue un policier qui s'avère être le père d'Egerton. Il est nommé à titre posthume aux Emmy Awards pour sa prestation.
En février 2023, l'acteur apparait dans le film Cocaine Bear d'Elizabeth Banks, d'après la véritable histoire (en) d'un Ours noir ayant fait une overdose après avoir mangé de la cocaïne. L'acteur y joue le rôle d'un baron de la drogue, dans une distribution qui comprend également Keri Russell, Alden Ehrenreich ou encore O'Shea Jackson Jr..
Ray Liotta apparait en mai 2023 dans la comédie Fool's Paradise, première réalisation de l'acteur Charlie Day.

### Mort
Ray Liotta meurt durant son sommeil le 26 mai 2022 à l'âge de 67 ans, en République dominicaine,,, où il tournait le film Dangerous Waters. Les causes de sa mort sont révélées près d'un an plus tard. Il souffrait de problèmes cardiaques et respiratoires. L'autopsie conclut à un décès dû à « une insuffisance respiratoire, liée à un œdème pulmonaire, ainsi qu'une insuffisance cardiaque aiguë ». Ray Liotta est inhumé au Mount Pleasant Cemetery, dans le New Jersey.

## Analyse

### Un acteur qui souhaite varier ses rôles
Toute sa carrière, l'acteur s'est efforcé de jouer des rôles différents, refusant d'être catalogué dans un type de rôle particulier,. En 2018, il déclare au Long Island Weekly :

« Vous voulez faire autant de genres différents que possible et c'est ce que j'ai fait [...] J'ai fait des films avec les Muppets. J'ai fait Sinatra. J'ai fait des gentils et des méchants. J'ai fait un film avec un éléphant. J'ai décidé que j'étais ici pour essayer différents rôles et faire différentes choses. [...] C'est de cela qu'il s'agit vraiment. C'est ce que devrait être une carrière,. »

Malgré tout, l'acteur reste associé aux rôles de gangsters pour la profession à la suite du succès du film Les Affranchis : « [...] après Les Affranchis, on me voulait toujours dans le même rôle. J’étais marqué à vie. J’ai reçu une centaine de scénarios dans les mois qui ont suivi le film : que des gros bras, des mafieux, des mauvais flics. J’ai tout refusé. J’avais eu la naïveté de croire que je pouvais tout incarner, passer d’un registre à l’autre, un peu comme le faisaient les acteurs des années 70. Sauf que l’époque avait changé. Le Nouvel Hollywood est mort, tu saisis : il n’y a plus de liberté, plus de folie dans le cinéma américain. Il faut des suites, des trucs qui marchent, qui plaisent au public, qui le flattent. Donc moi je suis devenu une marque. ». Il en est de même pour le grand public : « Bah ouais, c’est mon drame. Dans l’esprit des gens, je suis devenu un mafieux. Point barre. Comme si c’était évident, comme si ma gueule me poussait à être un mafieux. Bon, c’est vrai que j’ai souvent joué le sale type, mais le mafieux, techniquement, je ne l’ai incarné que deux fois au cinéma. J’ai joué un tas de bons mecs aussi, mais ce sont les voyous qui restent en mémoire. C’est comme ça pour tout le monde. ».
En 2015, on lui demande comment il fait pour « garder la flamme » dans des productions mineures :

« [...]certains films sont moins emballants, c’est sûr. Il m’est souvent arrivé de me retrouver le premier jour de tournage face à un réalisateur amateur et de me dire : « mais putain, quel connard, qu’est-ce que tu pensais le jour où tu as accepté ce truc ? » Mais à partir de cet instant, qu’est-ce que je peux faire ? Je ne vais pas me balancer sous un bus parce que je ne suis pas heureux. Ça reste du boulot et à la fin, ça fait un chèque. Alors, ma stratégie est simple : quand je me retrouve dans cette situation, face à un cinéaste qui n’a aucune compétence, bah je donne deux fois plus. J’y vais à fond. Je fais en sorte que, s’il reste un truc dont les gens se souviendront dans ce putain de film, ce sera ma performance. Je crois vraiment que tu peux être très bon dans une daube. »

## Filmographie

### Cinéma
- 1983 : Lady Revanche de Peter Sasdy : Joe Heron
- 1986 : Dangereuse sous tous rapports (Something Wild) de Jonathan Demme : Ray Sinclair
- 1988 : Arena Brains de Robert Longo : l'artiste
- 1988 : Nicky et Gino (Dominick and Eugene) de Robert M. Young : Eugene « Gino » Luciano
- 1989 : Jusqu'au bout du rêve (Field of Dreams) de Phil Alden Robinson : Shoeless Joe Jackson
- 1990 : Les Affranchis (Goodfellas) de Martin Scorsese : Henry Hill
- 1992 : Article 99 d'Howard Deutch : Dr Richard Sturgess
- 1992 : Obsession fatale (Unlawful Entry) de Jonathan Kaplan : l'officier Pete Davis
- 1994 : Absolom 2022 (No Escape) de Martin Campbell : le capitaine J.T. Robbins
- 1994 : Corrina, Corrina de Jessie Nelson : Manny Singer
- 1995 : Opération Dumbo Drop (Operation Dumbo Drop) de Simon Wincer : le capitaine T. C. Doyle
- 1996 : Mémoires suspectes (Unforgettable) de John Dahl : Dr David Krane
- 1997 : Turbulences à 30 000 pieds (Turbulence) de Robert Butler : Ryan Weaver
- 1997 : Copland de James Mangold : Gary 'Figgsy' Figgis
- 1998 : Phoenix de Danny Cannon : Harry Collins
- 1999 : Les Muppets dans l'espace (Muppets from Space) de Tim Hill : Gate Guard
- 1999 : Les Amants éternels (Forever Mine) de Paul Schrader : Mark Brice
- 2000 : Pilgrim d'Harley Cokeliss : Jack
- 2000 : La rumeur des anges (A Rumor of Angels) de Peter O'Fallon : Nathan Neubauer
- 2001 : Hannibal de Ridley Scott : Paul Krendler
- 2001 : Beautés empoisonnées (Heartbreakers) de David Mirkin : Dean Cumanno
- 2001 : Blow de Ted Demme : Fred Jung
- 2002 : Narc de Joe Carnahan : Det. Lt. Henry Oak
- 2002 : John Q de Nick Cassavetes : le chef Gus Monroe
- 2002 : The Hire: Ticker de Joe Carnahan : un agent du FBI
- 2003 : Identity de James Mangold : Rhodes
- 2004 : The Last Shot de Jeff Nathanson : Jack Devine
- 2004 : Control de Tim Hunter : Lee Ray Oliver
- 2005 : Revolver de Guy Ritchie : Macha
- 2005 : Slow Burn (en) de Wayne Beach : Ford Cole
- 2006 : Even Money de Mark Rydell : Tom Carver
- 2006 : Local Color de George Gallo : John Talia Sr.
- 2006 : Comeback Season ou Le Temps des retours de Bruce McCulloch : Walter Pearce
- 2006 : Chasing 3000 de Gregory J. Lanesey : Mickey adulte
- 2006 : Mise à prix ou Coup fumant (Smokin' Aces) de Joe Carnahan : Donald Carruthers
- 2007 : King Rising, au nom du roi d'Uwe Boll : Gallian
- 2007 : Bande de sauvages (Wild Hogs) de Walt Becker : Jack
- 2007 : Bee Movie de Steve Hickner et Simon J. Smith : lui-même (animation, voix)
- 2008 : Bataille à Seattle de Stuart Townsend : le maire Jim Tobin
- 2008 : Hero Wanted de Brian Smrz : l'inspecteur Terry Subcott
- 2008 : The Line de James Cotten : Mark Shlelds
- 2009 : Ronnie la gaffe (Observe and Report) de Jody Hill : le lieutenant Harrison
- 2009 : Points de rupture (Powder Blue) de Timothy Linh Bui : Jack Doheny
- 2009 : Droit de passage (Crossing over) de Wayne Kramer : Cole
- 2010 : Crazy Night de Shawn Levy : Joe Miletto
- 2010 : Be Bad! ou Ados en révolte de Miguel Arteta : Lance Wescott
- 2010 : Le Secret de Charlie (Charlie St.Cloud) de Burr Steers : Florio Ferrente
- 2010 : Crazy on the outside de Tim Allen : Gray
- 2011 : Au bout de la nuit 2 (Street Kings 2: Motor City) de Chris Fisher : Marty Kingston
- 2011 : Itinéraire manqué (All Things Fall Apart) de Mario Van Peebles : Dr Brintall
- 2011 : The Details de Jacob Aaron Estes : Peter Mazzoni
- 2011 : Haute Tension de Aaron Woodley : Richard Nader
- 2011 : Un flic pour cible (The Son of No One) de Dito Montiel : le capitaine Marion Mathers
- 2011 : La Rivière du crime (The River Murders) de Rich Cowan : Jack Verdon
- 2012 : Bad Karma de Suri Krishnamma
- 2012 : Yellow de Nick Cassavetes
- 2012 : Breathless de Jesse Baget
- 2012 : Cogan: Killing Them Softly ou La Mort en douce (Killing Them Softly) d'Andrew Dominik : Markie Trattman
- 2012 : The Place Beyond the Pines de Derek Cianfrance : Deluca
- 2012 : The Escape ou Jamais sans mes enfants (Ticket Out) de Doug Lodato : Jim
- 2013 : Le Diable en personne de Waymon Boone : Dr Robert Michaels
- 2013 : The Iceman d'Ariel Vromen : Roy DeMeo
- 2013 : Pawn de David A. Armstrong : Homme dans la suite
- 2014 : Blonde sur ordonnance de Geoff Moore et David Posamentier : M. Roberts
- 2014 : Sin City : J'ai tué pour elle de Robert Rodriguez et Frank Miller : Joey
- 2014 : Opération Muppets de James Bobin : Constantine
- 2014 : Stretch de Joe Carnahan : Ray
- 2014 : La Revanche des dragons verts d'Andrew Lau et Andrew Loo : Michael Bloom
- 2014 : Secret d'État de  Michael Cuesta : John Cullen
- 2014 : The Identical (en) de Dustin Marcellino : Reece Wade
- 2016 : Viens avec moi (Blackway) de Daniel Alfredson : Blackway
- 2016 : Sticky Notes : Jack
- 2016 : Flock of Dudes : oncle Reed
- 2019 : Marriage Story de Noah Baumbach : Jay
- 2020 : Hubie Halloween de Steven Brill : M. Landolfa
- 2021 : No Sudden Move de Steven Soderbergh : Frank Capelli
- 2021 : Many Saints of Newark - Une histoire des Soprano (The Many Saints of Newark) d'Alan Taylor : « Hollywood Dick » Moltisanti et Salvatore « Sally » Moltisanti
- 2023 : Cocaine Bear d'Elizabeth Banks : Syd
- 2023 : Fool's Paradise de Charlie Day : le producteur
- 2023 : Dangerous Waters de John Barr : le capitaine
- 2024 : 1992 d'Ariel Vromen : Lowell

### Télévision
- 1978 : Another World : Joey Perrini
- 1980 : Hardhat and Legs de Lee Philips : un membre de la famille
- 1981 : Crazy Times de Lee Philips : Johnny « Wizard » Lazarra
- 1983 : Casablanca (en) : Sacha
- 1985 : Our Family Honor : l'officier Ed Santini
- 1991 : Women and Men 2: In Love There Are No Rules : Martin Meadows
- 1998 : Les Rois de Las Vegas (The Rat Pack) de Rob Cohen : Frank Sinatra
- 2002 : Au cœur des flammes (Point of Origin) de Newton Thomas Sigel : John Orr / Aaron
- 2005 : Urgences : Charlie Metcalf
- 2007 : Dossier Smith (Smith) : Bobby
- 2008 : Bob l'éponge : le chef des garçons exploseurs de bulles (animation, voix, saison 5, épisode 18)
- 2011 : Hannah Montana : le directeur du Lycée
- 2015 : Texas Rising de Roland Joffé : Lorca
- 2016 : Modern Family (1 épisode) : lui-même
- 2016 - 2018 : Shades of Blue : capitaine Matt Wozniak (36 épisodes)
- 2017 : Unbreakable Kimmy Schmidt :  Paulie Fiuccillo (saison 3, épisode 10)
- 2017 : Young Sheldon : Vincent (saison 1, épisode 5)
- 2018 : Great News : lui-même (saison 2, épisode 13)
- 2018 : The Simpsons : Morty Szyslak, père de Moe Szyslak (animation, voix, saison 29, épisode 16)
- 2021 : Hanna :  Gordon Evans (saison 3, 6 épisodes)
- 2022 : Black Bird : James "Big Jim" Keene (saison 1, 6 épisodes)

### Jeux vidéo
- 2002 : Grand Theft Auto: Vice City : Tommy Vercetti
- 2012 : Call of Duty: Black Ops II: Billy Handsome (contenu téléchargeable Mob of the Dead)

### Comme producteur
- 1998 : Phoenix
- 2002 : Narc
- 2006 : Dance with Me (Take the Lead)

## Distinctions

### Récompenses
- Primetime Emmy Awards 2005 : Meilleur acteur invité dans une série télévisée dramatique pour le rôle de Charlie Metcalf dans Urgences (ER)

### Nominations
- Golden Globes 1987 : Meilleur acteur dans un second rôle pour Dangereuse sous tous rapports[39]

## Hommages
En 2014, le Festival du cinéma américain de Deauville lui rend hommage. Bruno Barde, directeur du festival, déclare à ce sujet : « Ce visage, cette « gueule » incarne tous les genres, de la comédie au drame en passant par le polar...et quels polars [...]. En lui rendant hommage, nous voulons honorer l’artiste mais aussi l’humilité qui consiste à mettre son immense talent au service des rôles, petits et grands, mais toujours en élevant ceux-ci au firmament de nos mémoires ».
Le rappeur français Lomepal a écrit une chanson intitulée Ray Liotta sur son album Flip, sorti en 2017.

## Voix francophones

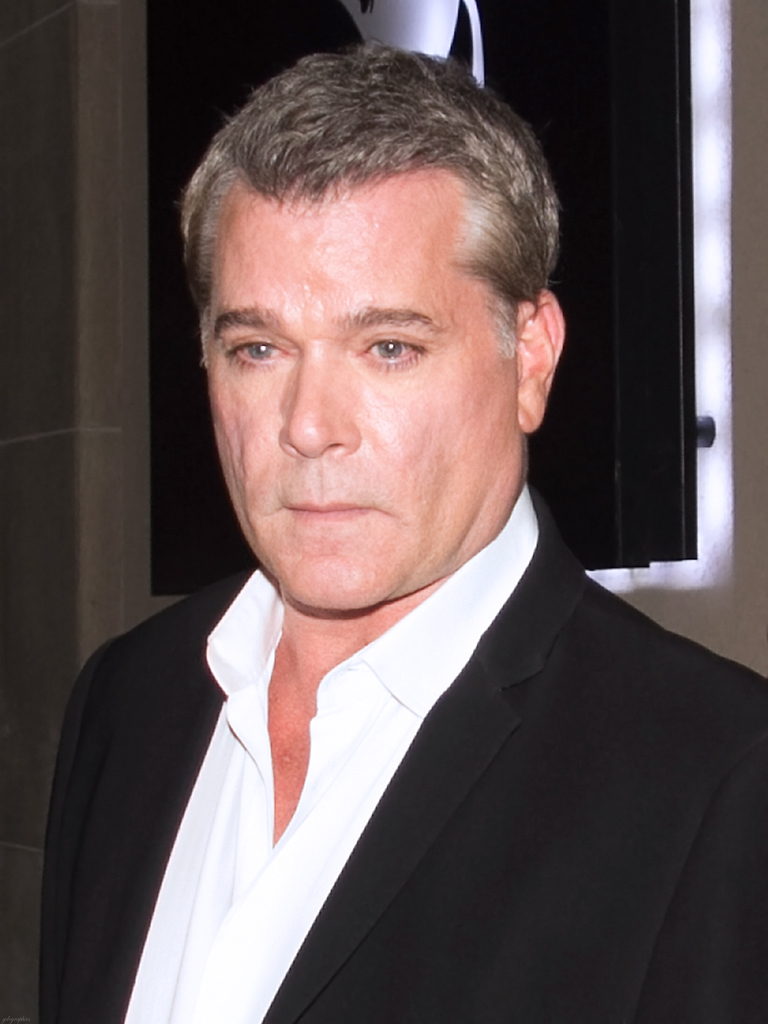
Ray Liotta au Festival international du film de Toronto 2012.

En version française, Bernard Gabay est la première voix régulière de Ray Liotta qu'il double entre 1990 et 2003 dans Les Affranchis, Opération Dumbo Drop, Turbulences à 30 000 pieds, Copland, Phoenix, Beautés empoisonnées et Identity. Par la suite, il le double en 2010  Crazy Night et en 2011 dans La Rivière du crime. Il est également doublé par  Joël Martineau en 1986 dans Dangereuse sous tous rapports, Thierry Wermuth en 1989 dans Jusqu'au bout du rêve et en 1994 dans Absolom 2022, Philippe Peythieu en 1992 dans Article 99, par Bernard Lanneau en 1997 dans Mémoires suspectes, en 1998 par Patrick Borg dans Les Rois de Las Vegas, en 1999 par Marc Alfos dans Les Amants éternels ou encore par Patrick Floersheim en 2001 dans Blow.
Le doublant en 1992 dans Obsession fatale, en 2000 dans Pilgrim, puis en 2002 dans Narc, Emmanuel Jacomy devient sa voix régulière à partir du milieu des années 2000. Il le double dans plus d'une vingtaine d'œuvres, dont Revolver, Urgences, King Rising,Bande de sauvages, Cogan: Killing Them Softly, The Iceman, Sin City : J'ai tué pour elle, Secret d'État, Marriage Story, No Sudden Move ou encore Many Saints of Newark - Une histoire des Soprano. En parallèle, Ray Liotta a également deux autres voix régulières : Bernard Alane qui le double entre 1994 et 2011 dans Corrina, Corrina, La rumeur des anges, John Q, Points de rupture, Droit de passage et Un flic pour cible ; ainsi que Bruno Choël qui le double entre 2001 et 2016 dans Hannibal, Even Money, Mise à prix, Dossier Smith, Hannah Montana et Modern Family.
Enfin, de 2002 à 2015, Ray Liotta est doublé à titre exceptionnel par Jean-Claude Donda dans Au cœur des flammes, Jean-Philippe Puymartin dans Control, Éric Herson-Macarel dans The Last Shot, Jean-Yves Chatelais dans Le Secret de Charlie, Jérôme Keen dans Haute Tension, Frédéric Souterelle dans Pawn, Christian Gonon dans The Place Beyond the Pines ou encore par  Michel Hinderyckx dans Viens avec moi. Bernard Lanneau le retrouve en 2014 dans Blonde sur ordonnance, tandis que Patrick Béthune est sa première voix dans Shades of Blue, étant remplacé par Patrick Borg au cours de la série. Enfin, il est aussi doublé par Emmanuel Karsen dans Fool's Paradise.
En version québécoise, Ray Liotta est notamment doublé par Daniel Picard dans Corrina, Corrina,Opération Dumbo, Double Memoire, Détectives, Les Enjoleuses, Cartel, Narco , Revolver, Le Pouvoir du jeu, Coup fumant, Droit de passage, Le Fils de personne ou encore La Mort en douce.
Il est également doublé à trois reprises par Alain Zouvi dans  Absolom 2022, John Q et Sin City : J'ai tué pour elle ainsi qu'à deux reprises par Benoît Rousseau dans Le Temps des retours et La Rivière sanglante. Enfin, il est doublé à titre exceptionnel par Mario Desmarais dans Le Champ des rêves, Jean-François Beaupré dans Les Fous de la moto, Sylvain Hétu dans Charlie St. Cloud et Jean-Luc Montminy dans Blonde sur ordonnance.